# La Ferrière-aux-Étangs
La Ferrière-aux-Étangs és un municipi francès situat al departament de l'Orne i a la regió de Normandia. L'any 2007 tenia 1.576 habitants.

## Demografia

### Població
El 2007 la població de fet de La Ferrière-aux-Étangs era de 1.576 persones. Hi havia 643 famílies de les quals 205 eren unipersonals (68 homes vivint sols i 137 dones vivint soles), 221 parelles sense fills, 185 parelles amb fills i 32 famílies monoparentals amb fills.
La població ha evolucionat segons el següent gràfic:
Habitants censats

### Habitatges
El 2007 hi havia 746 habitatges, 662 eren l'habitatge principal de la família, 43 eren segones residències i 41 estaven desocupats. 658 eren cases i 78 eren apartaments. Dels 662 habitatges principals, 466 estaven ocupats pels seus propietaris, 188 estaven llogats i ocupats pels llogaters i 8 estaven cedits a títol gratuït; 1 tenia una cambra, 46 en tenien dues, 134 en tenien tres, 211 en tenien quatre i 269 en tenien cinc o més. 465 habitatges disposaven pel capbaix d'una plaça de pàrquing. A 320 habitatges hi havia un automòbil i a 261 n'hi havia dos o més.

### Piràmide de població
La piràmide de població per edats i sexe el 2009 era:
| Homes | Edats   | Dones |
| ----- | ------- | ----- |
| 4     | 95 o +  | 12    |
| 0     | 90 a 94 | 16    |
| 4     | 85 a 89 | 44    |
| 12    | 80 a 84 | 16    |
| 24    | 75 a 79 | 72    |
| 24    | 70 a 74 | 52    |
| 68    | 65 a 69 | 76    |
| 16    | 60 a 64 | 60    |
| 36    | 55 a 59 | 20    |
| 60    | 50 a 54 | 68    |
| 52    | 45 a 49 | 56    |
| 40    | 40 a 44 | 40    |
| 68    | 35 a 39 | 36    |
| 56    | 30 a 34 | 48    |
| 80    | 25 a 29 | 40    |
| 52    | 20 a 24 | 44    |
| 76    | 15 a 19 | 52    |
| 60    | 10 a 14 | 40    |
| 36    | 5 a 9   | 24    |
| 36    | 0 a 4   | 40    |

## Economia
El 2007 la població en edat de treballar era de 947 persones, 690 eren actives i 257 eren inactives. De les 690 persones actives 626 estaven ocupades (345 homes i 281 dones) i 64 estaven aturades (31 homes i 33 dones). De les 257 persones inactives 130 estaven jubilades, 62 estaven estudiant i 65 estaven classificades com a «altres inactius».

### Ingressos
El 2009 a La Ferrière-aux-Étangs hi havia 654 unitats fiscals que integraven 1.508 persones, la mediana anual d'ingressos fiscals per persona era de 16.862 €.

### Activitats econòmiques
Dels 61 establiments que hi havia el 2007, 3 eren d'empreses alimentàries, 1 d'una empresa de fabricació de material elèctric, 5 d'empreses de fabricació d'altres productes industrials, 8 d'empreses de construcció, 13 d'empreses de comerç i reparació d'automòbils, 5 d'empreses de transport, 5 d'empreses d'hostatgeria i restauració, 1 d'una empresa d'informació i comunicació, 3 d'empreses financeres, 3 d'empreses immobiliàries, 1 d'una empresa de serveis, 11 d'entitats de l'administració pública i 2 d'empreses classificades com a «altres activitats de serveis».
Dels 16 establiments de servei als particulars que hi havia el 2009, 1 era una oficina de correu, 3 oficines bancàries, 1 paleta, 1 guixaire pintor, 1 fusteria, 3 lampisteries, 1 electricista, 1 perruqueria, 1 agència de treball temporal i 3 restaurants.
Dels 9 establiments comercials que hi havia el 2009, 2 eren botiges de menys de 120 m², 2 fleques, 2 carnisseries, 1 una peixateria, 1 una botiga d'equipament de la llar i 1 una botiga d'electrodomèstics.
L'any 2000 a La Ferrière-aux-Étangs hi havia 16 explotacions agrícoles que ocupaven un total de 536 hectàrees.

## Equipaments sanitaris i escolars
El 2009 hi havia 1 farmàcia i 2 ambulàncies.
El 2009 hi havia 1 escola maternal i 1 escola elemental. La Ferrière-aux-Étangs disposava d'un col·legi d'educació secundària amb 217 alumnes.

## Poblacions més properes
El següent diagrama mostra les poblacions més properes.